# 池見猛
池見 猛（いけみ たけし、1907年11月7日 - 2016年1月3日）は、日本の精神医学者、池見学園理事長・校長、文筆家。

## 生涯
妻は嵯峨実勝の次女池見啓子（あきこ）。大分県北海部郡丹生村（現大分市）出身。
大分県立三重農学校（現・大分県立三重農業高等学校）卒、東京医学専門学校（現・東京医科大学）卒、中央大学法学部卒、名古屋帝国大学附属医学専門部卒。
1939年「精神的傾向の遺伝学的研究」で名古屋帝国大学医学博士。1959年「精神障碍性犯罪の刑事学的研究」で中央大学法学博士。
民族科学研究所を主宰、『民族科学』を刊行。1952年東京品川簿記学校を開校、1956年池見経理学校、1968年学校法人池見学園を設立し、校長、理事長を務める。ほか医学、政治、憲法などについての著作を刊行し続けていた。
2016年1月3日に108歳で死去。

## 著書
- 血族結婚の可否 東京醫學寫眞協會 1934.7
- 優生結婚か断種か 日本優生学会 1939
- 断種の理論と国民優生法の解説 巌松堂書店 1940
- 民族科学の本義 東亜出版社 1942
- 性格並びに智能の遺伝 南江堂 1956
- 精神病遺伝学 南江堂 1956
- 精神発達 民族科学研究所 1958
- 精神障碍性犯罪の刑事学的研究 池見経理学校 1962
- 犯罪心理学 文久書林 1962
- 法律医学 医療過誤、医療法人 民族科学研究所 1962.3
- スラム街発生原因の研究 民族科学研究所 1963
- 精神的傾向の遺伝学的研究 民族科学研究所 1963
- 小売店の実態的研究 民族科学研究所 1964
- 精神障碍性犯罪の刑事責任 文久書林 1966
- 中小企業構造の実態的研究 民族科学研究所 1967.11
- 溢れる若さ いけみ書房 1970
- 経営コンサルタント 民族科学研究所 1973.11
- 医師国家試験補講教育について 第1巻 池見学園 1978
- 宮沢俊義氏内閣法制局に君臨 自分も天皇になってみたい 民族科学研究所 1991.6
- 宮沢俊義氏の八月革命説で日本国憲法は重態 池見学園 1992.1
- 宮沢俊義氏の外国製国民主権論を抹殺 池見学園出版部 1992.7
- 宇垣一成宰相であれば第二次世界大戦は起こらなかった。 宇垣一成将軍と蔣介石将軍 池見学園出版部 1992.12
- 宮澤俊義憲法では天皇制は憲法違反か 猿轡、マッカーサー式日本国憲法 池見学園出版部 1993.11
- 護憲論者に多い天皇廃止・親ソ反米・自衛隊蔑視 宮澤俊義氏の護憲の中味はなにか 池見学園出版部 1994.5
- 日本を世界の非常識国家とした4人の男 ルーズベルト・木戸幸一・マッカーサー・宮沢俊義 池見学園 1996.11
- 斷種の理論と國民優生法の解説 巖松堂書店 1999
- 民族科學の本義 東亞出版社 1999
- 日本国憲法研究 第1巻 池見学園 2000.7
- アジアは靖國の英霊で独立 池見学園出版部 2001.11

## 共編著
- 国益上田中角栄元首相の無罪を望む 編著. 池見学園 1987.8
- 日本の安全と進路 編著 民族科学研究所編 池見学園 1987.11
- 七転び八起 池見啓子共編著 民族科学研究所 1989.3
- ボケの特効薬 池見啓子共著. 民族科学研究所 1990.3
- 168歳現役論 池見猛88歳池見啓子88歳 池見啓子共著. 池見学園 1995.11
- 憲法研究54年の歩み 池見啓子共著. 池見学園出版部 1996
- 民族科學の綜合的研究 民族優生・人口問題 池見啓子共編著 池見学園出版部 1996.11
- 民族科学の綜合的研究民族文化及び民族教化 池見啓子共編著 池見学園 1997.11
- 民族性及び民族生活 民族科学の綜合的研究 池見啓子共編著 池見学園出版部 1998.10
- 大東亜戦争の張本人は岳父であったフランクリン・ルーズベルト米国大統領 池見啓子共編著 池見学園出版部 1998.12
- 国会議員は憲法改正を即刻断行せよ 91歳の池見猛法学博士・医学博士を中心とする37名の大学教授の示した条件を合意する議員は国民の生命の守護神となって憲法改正を断行せよ 池見啓子共編著 池見学園出版部 1999.11
- 宮廷派閥で大東亜戦争は敗北 池見啓子共著 池見学園出版部 2002.11
- 医学・歯科衛生士医療・臨床工学 池見啓子共編 民族科学研究所出版部 2007
- 憲法・行政・経営 池見啓子共編 民族科学研究所出版部 2007

## 参考
- 学校法人池見学園